# Shōhei Yamamoto
Shōhei Yamamoto (japanisch 山本 翔平 Yamamoto Shōhei; * 29. August 1982 in der Präfektur Kyoto) ist ein ehemaliger japanischer Fußballspieler.

## Karriere
Yamamoto erlernte das Fußballspielen in der Jugendmannschaft von Kyoto Purple Sanga. Seinen ersten Vertrag unterschrieb er 200 bei den Kyoto Purple Sanga. Der Verein spielte in der zweithöchsten Liga des Landes, der J2 League. 2002 wechselte er zum Ligakonkurrenten Mito HollyHock. Für den Verein absolvierte er 27 Ligaspiele. 2004 wechselte er zum Drittligisten ALO's Hokuriku. Für den Verein absolvierte er 76 Ligaspiele. 2007 wechselte er zum Ligakonkurrenten Rosso Kumamoto (heute: Roasso Kumamoto). 2007 wurde er mit dem Verein Vizemeister der Japan Football League und stieg in die J2 League auf. Für den Verein absolvierte er 84 Ligaspiele. 2010 wechselte er zum Drittligisten V-Varen Nagasaki. 2012 wurde er mit dem Verein Meister der Japan Football League. Für den Verein absolvierte er 53 Ligaspiele. 2013 wechselte er zum Ligakonkurrenten Kamatamare Sanuki. 2013 wurde er mit dem Verein Vizemeister der Japan Football League und stieg in die J2 League auf. Für den Verein absolvierte er 140 Ligaspiele. Danach spielte er bei den Ococias Kyoto AC. Ende 2018 beendete er seine Karriere als Fußballspieler.